# Trine Haltvik
Trine Haltvik (født 23. marts 1965 i Trondheim) er en tidligere norsk håndboldspiller. Hun spillede 241 landskampe og scorede 834 mål, for Norge. Hun indstillede karrieren i 2012. Hun er til daglig cheftræner for Larvik HK's andethold og har tidligere været landstræner for Norges U/19-håndboldlandshold, fra 2008 til 2015.
Hun blev kåret som verdens bedste håndboldspiller i 1998. Som landsholdsspiller var hun med til at vinde EM-guld i 1998 og VM-guld i 1999. Hun var med ved tre olympiske lege for Norge, og hun var dermed med til at vinde sølv i 1988 i Seoul, blive nummer fire i 1996 i Atlanta og vinde bronze i 2000 i Sydney.
Hun har gennemført EHF Master Coach-uddannelse.